# La que se avecina
 (janvier 2025).
La que se avecina est une série télévisée comique espagnole produite par Mediaset España et Contubernio, diffusée depuis le 22 avril 2007 sur Telecinco. Par ailleurs, la série compte aussi trois épisodes spéciaux pour Noël. Dès la douzième saison, les épisodes sont d'abord mis en ligne sur Amazon Prime Video, plusieurs mois avant leur diffusion à la télévision sur Telecinco.
Cette série est inédite dans tous les pays francophones.

## Synopsis
La série relate les aventures et problèmes quotidiens d'une communauté de voisins résidant "une luxueuse" résidence, située en périphérie d'une grande ville. Cette dernière est composée d'un immeuble dans « Mirador de Montepinar » avec un total de dix bâtiments, quatre commerces, un portail, un parking et des zones communes. La première saison, évoque les problèmes de logement, le boom de l'immobilier et de l'incapacité des jeunes à accéder à la propriété . Ensuite, la série se concentre sur les relations de cohabitation entre voisins.

## Distribution

### Acteurs principaux
- Ricardo Arroyo (es) : Vicente Maroto
- Pablo Chiapella : Amador Rivas Latorre
- José Luis Gil : Enrique Pastor Hernández
- Macarena Gómez : María Dolores « Lola » Trujillo Pacheco
- Nacho Guerreros (es) : Jorge « Coque » Calatrava
- Miren Ibarguren : Yolanda « Yoli » Morcillo Carrascosa
- Eva Isanta: Maite « Cuqui » Figueroa Espinosa
- Loles León : María del Carmen « Menchu » Carrascosa
- Petra Martínez : Josefina « Fina » Palomares Pizarro
- Cristina Medina (es) : Angelines « Nines » Chacón Villanueva
- Luis Merlo (es) : Bruno Quiroga Linares
- Antonio Pagudo (es) : Javier « Javi » Maroto Gutiérrez
- Víctor Palmero (es) : Alba Recio Escobar
- Vanesa Romero (es) : Raquel Villanueva
- Jordi Sánchez : Antonio Recio Matamoros
- Nathalie Seseña (es) : Berta Escobar Indiano
- Ernesto Sevilla (es) : Teodoro Rivas Latorre
- Fernando Tejero (es) : Fermín Trujillo Sánchez
- Paz Padilla : María Jesúsa[Quoi ?] « Chusa »
- Maria Molins : Sandra[5]
- Vanessa Otero[6]

### Acteurs récurrents
- Laura Gómez-Lacueva : Greta Garmendia
- Antonia San Juan : Estela Reynolds[7]
- Carlota Boza (es) : Carlota Rivas Figueroa
- Fernando Boza : Fernando « Nano » Rivas Figueroa
- Rodrigo Espinar : Rodrigo Rivas Figueroa
- Álvaro Giraldo : Amador 'Pollete' Rivas Figueroa / Ojos de Pollo
- Aitana Villacieros : Úrsula Maroto Trujillo
- Adam Souinta : Antonio « Toñin » Recio Chacón
- Ana Rayo : une amie de Maite Figueroa (à partir de la dixième saison, en 2017[8])

## Tournage
Le tournage se fait sur un plateau de 1 800 mètres carrés, composé de deux étages et d'un autre plus petit situé dans Moraleja de Enmedio, Madrid, Espagne. En ce qui concerne la production, l'équipe déploie de grands moyens techniques et nombreuses sont les séquences tournées à l'extérieur.
Mediaset et Alba Adriática sont depuis sa création, les producteurs de La que se avecina sous la direction de Laura Caballero. De plus, les scénarios sont écrits par Alberto Caballero, Sergio Mitjans et Daniel Deorador, ces derniers sont basés sur des bandes dessinées de Jardiel Poncela et Miguel Mihura. Ainsi les trames du dialogue sont d'un humour absurde et inclassable.

## Épisodes
| Saisons | Épisodes | Début            | Fin               | Audiences           |
| ------- | -------- | ---------------- | ----------------- | ------------------- |
| 1       | 13       | 22 avril 2007    | 22 juillet 2007   | 3 158 000 (21,3%)   |
| 2       | 15       | 3 avril 2008     | 3 août 2008       | 2 834 000 (18,8%)   |
| 3       | 14       | 10 juin 2009     | 16 septembre 2009 | 2 172 000 (16,1%)   |
| 4       | 12       | 26 mai 2010      | 4 août 2010       | 2 239 000 (15,2%)   |
| 5       | 13       | 1er mai 2011     | 24 juillet 2011   | 2 790 000 (16,1%)   |
| 6       | 13       | 1er octobre 2012 | 28 janvier 2013   | 4 140 000 (22,4%)   |
| 7       | 13       | 2 décembre 2013  | 10 mars 2014      | 4 108 000 (21,3%)   |
| 8       | 16       | 13 octobre 2014  | 18 mai 2015       | 4 006 000 (23,7%)   |
| 9       | 19       | 5 avril 2016     | 19 décembre 2016  | 3 687 000 (22,4%)   |
| 10      | 13       | 4 octobre 2017   | 21 décembre 2017  | 2 927 000 (20,0%)   |
| 11      | 13       | 24 avril 2019    | 17 décembre 2019  |                     |
| 12      | 16       | 29 mai 2020      | 8 janvier 2021    |                     |
| Total   | 170      | 22 avril 2007    | 2020              | 3 206 000* (19,8%*) |

## Récompenses
- 2011 : Premier prix de 'Pasión de Críticos' du Festival de Televisión y Radio du Vitoria-Gasteiz, dans la catégorie « comique »[18].
- 2012 : Les comédiennes Isabel Ordaz et María Casal ont chacune remporté un trophée, pour l'interprétation  des personnages d'Araceli Madriaga et Reyes Roca, qui ont donné vie à un couple d'homosexuelles[19].